# Mydas subinterruptus
Mydas subinterruptus is een vliegensoort uit de familie Mydidae. De wetenschappelijke naam van de soort is voor het eerst geldig gepubliceerd in 1861 door Bellardi.
De soort komt voor in Mexico en de Verenigde Staten.